# João Camoesas
João José da Conceição Camoesas (Elvas, 13 de março de 1887 — New Bedford, 12 de novembro de 1951) foi um médico, jornalista e político que, entre outras funções, foi Ministro da Instrução Pública durante a Primeira República Portuguesa, tendo então protagonizado uma tentativa de reforma do sistema educativo que ficou conhecida por Reforma Camoesas. Pertenceu à Maçonaria e foi opositor ao regime do Estado Novo, tendo em consequência falecido no exílio.

## Biografia
João Camoesas nasceu a 13 de março de 1887, em Elvas, Distrito de Portalegre, no seio de uma família de poucas posses. Muito jovem, mudou-se para Évora, cidade onde trabalhou como empregado do comércio e onde aderiu aos ideais republicanos. No Liceu Nacional de Évora concluiu o ensino secundário.
De volta a Elvas, em 1911 aderiu à Maçonaria, na loja maçónica de Elvas e sob o nome simbólico de Câmara Pestana, e destacou-se pela sua militância destacada na ala esquerda do Partido Republicano Português (PRP).
Nas eleições gerais de 1915 foi eleito deputado ao Congresso da República pelo círculo de Elvas nas listas do já então Partido Democrático que resultara da cisão do PRP de fevereiro de 1912. Na sequência dessa eleição parte para Lisboa, onde alia a sua actividade políticas aos estudos, concluindo em 1919 o curso de Medicina.
Nesse mesmo ano foi nomeado para o cargo de médico escolar adjunto nas escolas primárias do IV Bairro de Lisboa, sendo enviado, logo em outubro desse mesmo ano, numa visita de estudo aos Estados Unidos para conhecer os sistema de saúde escolar ali utilizado.
Passou a dedicar-se a matérias relacionadas com o sistema educativo e de formação profissional e em 1921 iniciou colaboração com a Universidade Popular Portuguesa. Em 1925 foi nomeado director da secção de Fisiologia do Instituto de Orientação Profissional, recém-fundado em Lisboa.
Manteve o seu lugar de deputado até à queda do regime da Primeira República Portuguesa em consequência do golpe de 28 de maio de 1926, exercendo também, por duas vezes, o cargo de Ministro da Instrução Pública. 
A sua primeira passagem pelo cargo ministerial ocorreu de 9 de janeiro de 1923 a 15 de novembro de 1923, como membro do XXXVII Governo da República, presidido por António Maria da Silva. Tendo entrado por via de uma remodelação ministerial, em substituição de Leonardo Coimbra, que permanecera no cargo apenas cerca de um mês.
Nessa qualidade de ministro apresentou uma proposta de Lei sobre a Reorganização da Educação Nacional (ou Estatuto da Educação Pública) ao Congresso da República, em 1923, cuja orientação tinha por base as ideias de Faria de Vasconcelos, seu companheiro do grupo da Seara Nova e da Universidade Popular Portuguesa. Outras fontes de inspiração para a "Reforma Camoesas" eram a organização científica do trabalho, defendida pelo engenheiro Frederick Taylor, e as experiências pedagógicas internacionais, principalmente as norte-americanas. Contudo, devido à instabilidade política que se vivia, o governo caiu e a proposta nunca chegou a ser discutida. Apesar disso, a proposta ficou na História, devido, entre outros, ao facto de ter sido a primeira tentativa de sistematização de uma lei de bases da educação portuguesa.
Nem o seu efémero retorno ao cargo de Ministro da Instrução Pública, de 1 de agosto de 1925 a 17 de dezembro de 1925, no efémero XLIV Governo da República presidido por Domingos Pereira, permitiu que fosse retomada a discussão da sua proposta de reforma. A queda do regime a 28 de maio de 1926 resultou no abandono definitivo da proposta.
Opositor do regime da Ditadura Nacional, em 1928 foi preso e deportado para Luanda e em 1929 exilou-se nos Estados Unidos. Fixou-se na cidade de Taunton (Massachusetts), onde exerceu medicina até falecer a 12 de novembro de 1951.
Ao longo dos anos em que foi deputado e médico-escolar colaborou em múltiplos periódicos, com destaque para a Seara Nova, o Boletim da Inspeção Geral de Sanidade Escolar e a Revista Escolar, escrevendo sobretudo sobre o trabalho, a medicina escolar e a educação. É autor da monografia O Trabalho Humano, a primeira obra portuguesa sobre o taylorismo e a fisiologia do esforço.